# Heilig Hartkerk (Bivels)

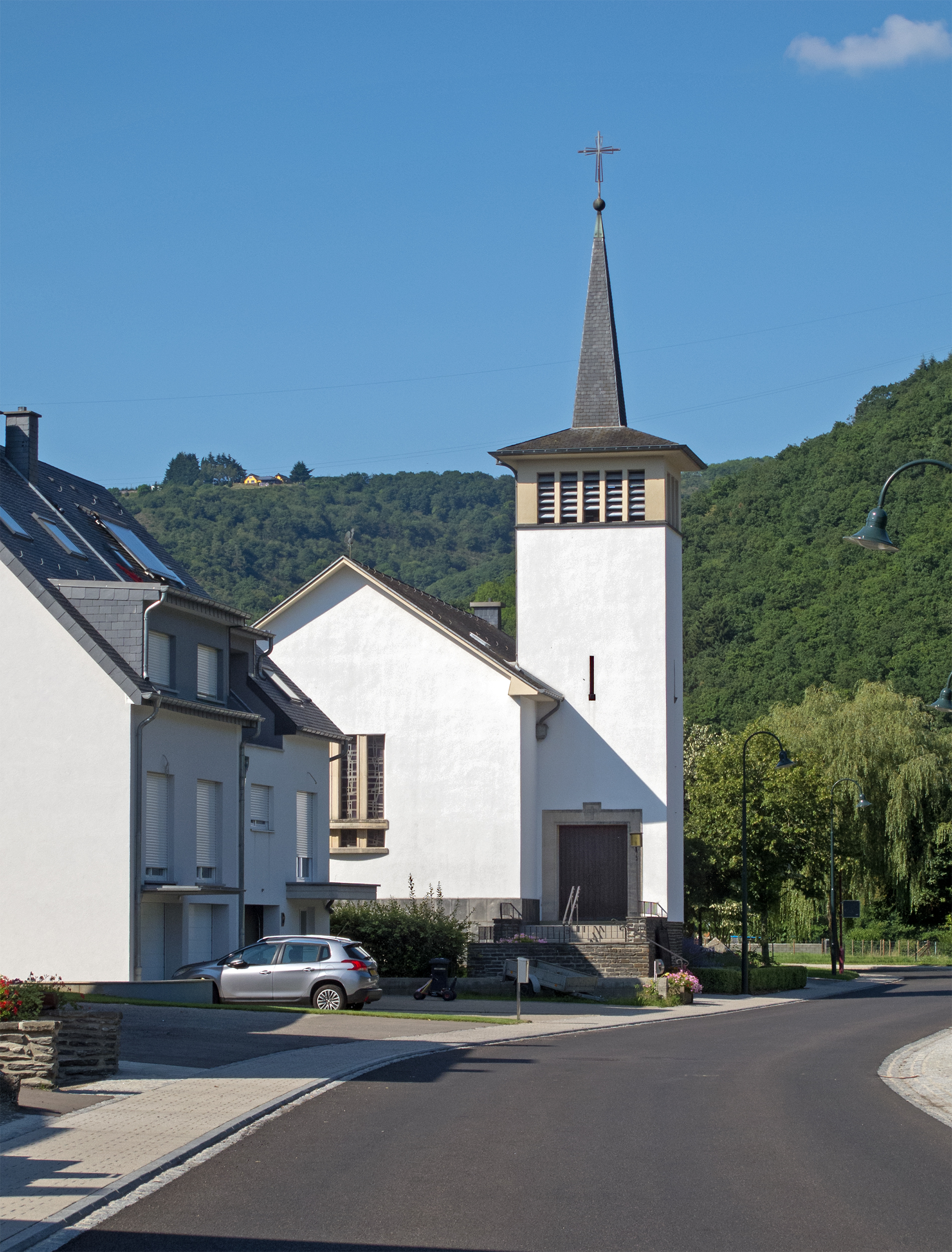
Heilig Hartkerk

De Heilig Hartkerk is de parochiekerk van het tot de Luxemburgse gemeente Putscheid behorende dorp Bivels.
De kerk is gebouwd omstreeks 1965, nadat de voorganger moest worden afgebroken ten behoeve van het stuwmeer in de Our.
Het is een modern zaalkerkje met aangebouwde toren, vooral van belang vanwege de glas in betonramen welke er in werden aangebracht. Ze werden vervaardigd door Émile Probst en geven abstracte voorstellingen weer.